# Burgessochaeta setigera
La burgessocheta (Burgessochaeta setigera, Walcott, 1911) è un anellide estinto appartenente ai policheti. I suoi resti fossili sono stati ritrovati in strati del Cambriano medio (circa 505 milioni di anni fa), nel famoso giacimento di Burgess Shales (Canada).

## Descrizione
Di piccole dimensioni (era lungo meno di cinque centimetri), questo anellide era dotato di un corpo allungato suddiviso in una serie di segmenti, che nell'animale adulto potevano essere una ventina. Ognuno di questi segmenti era dotato di una coppia di parapodi (appendici con funzioni locomotorie) su ciascun lato. I parapodi erano divisi in una parte superiore (notopodio) e in una inferiore (neuropodio), ciascuna dotata di un ciuffo di setole allungate. Il primo segmento, invece, portava solo una coppia di ciuffi anziché due. Nella parte anteriore dell'animale era presente un paio di tentacoli flessibili e allungati, così come una proboscide estroflettibile.

## Possibile stile di vita
La burgessocheta, probabilmente, era un organismo che viveva appena al di sotto del fondale marino, all'interno del sedimento. Questo anellide si spostava attraverso le lunghe gallerie che costituivano la sua tana per mezzo delle setole; per nutrirsi utilizzava i due tentacoli allungati, facendoli sporgere al di fuori della superficie e catturando le piccole prede presenti nella zona. Altri anellidi presenti nel giacimento di Burgess Shales erano Canadia e Peronochaeta.